# Udodi Onwuzurike
Udodi Chudi Onwuzurike (Detroit, 29 gennaio 2003) è un velocista nigeriano, medaglia d'oro ai Mondiali U20 nei 200 metri piani e medaglia di bronzo ai Giochi del Commonwealth nella staffetta 4x100 nel 2022.

## Biografia
Nato a Detroit negli Stati Uniti d'America nel 2003, studia all'Università di Stanford in California negli Stati Uniti d'America facendo parte dei Stanford Cardinals; è allenato dal padre Chris Owuzurike, anche il fratello Chiebuka Onwuzurike è stato un velocista per l'Università di Boston.
Nel 2021 vince la medaglia d'oro nei 200 metri stabilendo il record nazionale U20 ai Campionati del mondo under 20 a Nairobi in Kenya.
Nel 2022 ai Mondiali in Oregon giunge alle semifinali dei 200 m; mentre due settimane più tardi giunge 6º nei 200 m ai Giochi del Commonwealth a Birmingham e vince la medaglia di bronzo nella staffetta 4x100.

## Record nazionali
Juniores
- 200 m: 20"21 ( Nairobi, 21 agosto 2021)

## Palmarès
| Anno | Manifestazione          | Sede       | Evento      | Risultato  | Prestazione | Note  |
| ---- | ----------------------- | ---------- | ----------- | ---------- | ----------- | ----- |
| 2021 | Mondiali U20            | Nairobi    | 200 m piani | Oro        | 20"21       | [ 1 ] |
| 2021 | Mondiali U20            | Nairobi    | 4x100 m     | Finale     | dnf         | [ 2 ] |
| 2022 | Mondiali                | Eugene     | 100 m piani | Batteria   | 10"26       | [ 3 ] |
| 2022 | Mondiali                | Eugene     | 200 m piani | Semifinale | 20"39       | [ 4 ] |
| 2022 | Mondiali                | Eugene     | 4x100 m     | Batteria   | dq          | [ 5 ] |
| 2022 | Giochi del Commonwealth | Birmingham | 200 m piani | 6º         | 20"76       | [ 6 ] |
| 2022 | Giochi del Commonwealth | Birmingham | 4x100 m     | Bronzo     | 38"81       | [ 7 ] |
| 2024 | World Relays            | Nassau     | 4×100 m     | Batteria   | 38"47       |       |
| 2024 | Giochi olimpici         | Parigi     | 200 m piani | Semifinale | 20"72       |       |

## Campionati nazionali
- 1 volta campione nazionale della staffetta 4x100 m (2022)

2022
- Oro ai campionati nigeriani (Benin City), 4x100 mm - 38"35
- 6º ai campionati nigeriani (Benin City), 100 mm - 10"33